# Смагин, Леонид Максимович
Леонид Максимович Смагин (24 октября 1932, Вольск, Нижне-Волжский край, РСФСР, СССР — 24 августа 2017, Москва, Российская Федерация) — советский государственный и хозяйственный деятель. Депутат Верховного Совета РСФСР 11 созыва.

## Образование
- 1957 год — окончил Московский торфяной институт

## Биография
- 1957—1966 — геолог, старший геолог нефтепромысловых управлений в г. Лениногорске Татарской АССР,
- 1966—1979 — второй, первый секретарь Лениногорского горкома КПСС,
- 1979—1986 — секретарь Татарского обкома КПСС,
- 1986—1987 — второй секретарь Татарского обкома КПСС,
- январь-декабрь 1987 — председатель Государственного комитета СССР по обеспечению нефтепродуктами,
- 1988—1989 — заместитель министра по производству минеральных удобрений СССР.

Леонид Максимович Смагин скончался 24 августа 2017 года в Москве в возрасте 84 лет. Похоронен на Ново-Люберецком кладбище в Люберцах (уч. 16).

## Награды
- орден Трудового Красного Знамени (трижды).
- орден Дружбы народов.
- Медаль «В память 1000-летия Казани» (2005 год)[3].
- Орден «За заслуги перед Республикой Татарстан» (2012 год) — за значительный вклад в развитие нефтяной и нефтехимической промышленности Республики Татарстан, активную общественно-политическую деятельность[4].
- Звание «Почетный гражданин Лениногорского района» (1995 год) — за особые заслуги в социально-экономическом и культурном развитии города и в честь 40-летия города Лениногорска[5].
- Медаль «За доблестный труд», «В ознаменование добычи трехмиллиардной тонны нефти Татарстана»[6].
- Почётная грамота Президиума Верховного Совета Татарской АССР[3].